# Josef Korbel
Josef Korbel (* 20. September 1909 in Geiersberg, Ostböhmen, Österreich-Ungarn als Josef Körbel; † 18. Juli 1977 in Denver) war ein tschechoslowakischer Diplomat und später Hochschullehrer in den USA sowie Autor einiger bekannter Bücher über politische Themen wie zum Beispiel den Kommunismus.

## Leben
Korbel, geboren als Josef Körbel in der ostböhmischen Kleinstadt Geiersberg (tschechisch bis 1950: Kyšperk, jetzt Letohrad) bei Wildenschwerdt (Ústí nad Orlicí), wuchs in einer gutsituierten jüdischen Familie auf. Sein Vater war Direktor eines großen Bauunternehmens. Im Alter von zwölf Jahren wechselte der hochbegabte Schüler nach Kostelec nad Orlicí, da er hier eine seiner Begabung entsprechende Schulbildung erhalten konnte. Hier lernte er seine spätere Frau kennen. Nach dem Abschluss der Schule verbrachte er ein Jahr in Paris, bevor er an der Karls-Universität Prag sein Jurastudium begann. Dies schloss er bereits mit 23 Jahren mit dem Doktorgrad ab. Nach dem Ableisten des Wehrdienstes bekam er im Jahre 1934 eine Stelle im Außenministerium. Es folgten seine Heirat mit Mandula Spieglova (1935) und die Geburt der Tochter Marie Jana Körbelová – der späteren US-Außenministerin Madeleine Korbel Albright (1937–2022). 1936 wurde Körbel zum Presseattaché der tschechoslowakischen Botschaft in Jugoslawien ernannt und lebte in Belgrad.
Während nach der Sudetenkrise Teile der Tschechoslowakei in deutsche Hand kamen, blieb Korbel in Belgrad. 1938 wurde der bekannte Liberaldemokrat jedoch von einer neuen tschechoslowakischen Regierung vom Dienst enthoben. Er zog wieder nach Prag. Zehn Tage nach dem Einmarsch der deutschen Truppen in das verbliebene Tschechien, am 25. März 1939, floh er mit seiner Familie und wenigen Habseligkeiten über Belgrad nach London. Aus seiner Familie und der Familie seiner Frau wurden 25 Mitglieder, darunter drei Elternteile (Ernst und Olga Körbel sowie Anna Spieglova), Opfer des Holocausts.
In London kam Körbel mit Jan Masaryk, dem Sohn des ehemaligen tschechoslowakischen Präsidenten, sowie mit dem letzten demokratischen Präsidenten der Tschechoslowakei, Edvard Beneš, zusammen. Er wurde zum Mitglied der von diesen begründeten Exilregierung ernannt. 1941 trat das Ehepaar zum Katholizismus über, 1942 wurde in London die zweite Tochter Kathy geboren. Während der Dauer des Zweiten Weltkriegs blieb Körbel mit seiner Familie in England und arbeitete dort für die Exilregierung.
Von den nationalsozialistischen Polizeiorganen wurde Körbel nach seiner Flucht als Staatsfeind des deutschen Regimes eingestuft: Im Frühjahr 1940 setzte das Reichssicherheitshauptamt in Berlin ihn auf die Sonderfahndungsliste G.B., ein Verzeichnis von Personen, die im Falle einer erfolgreichen Invasion und Besetzung der Britischen Inseln durch die Wehrmacht von den Besatzungstruppen nachfolgenden Sonderkommandos der SS mit besonderer Priorität ausfindig gemacht und verhaftet werden sollten.

## Botschafter der Tschechoslowakei
Nach dem Ende des Zweiten Weltkriegs zog Körbel, der sich nunmehr Korbel nannte, wieder in die Tschechoslowakei, wo er Amtschef im Außenministerium wurde. Er bezog in Prag die Wohnung der deutsch-tschechischen Industriellen-Familie Nebrich, die durch die Beneš-Dekrete enteignet worden war.
Im Herbst 1945 wurde Korbel im Alter von nur 36 Jahren Botschafter in Jugoslawien und Albanien. Korbel begann auch als Autor zu arbeiten und veröffentlichte 1945 sein erstes Buch (Tito’s Communism, das 1951 in den USA erschien). 1947 wurde sein Sohn John geboren.
Am 25. Februar 1948 übernahm in der Tschechoslowakei de facto die Kommunistische Partei die Macht – ein offener Staatsstreich. Am 7. Juni 1948 trat Präsident Beneš zurück. Während sich die Tschechoslowakei immer stärker Richtung Moskau orientierte, brach das Jugoslawien Titos mit der Sowjetunion. Korbel zog sich als überzeugter Demokrat zurück, ohne jedoch auf politische Tätigkeit zu verzichten. Er wurde Vorsitzender der sogenannten „Kaschmir-Kommission“, die den Status der sowohl von Indien wie Pakistan beanspruchten Provinz Kaschmir klären sollte.

## Josef Korbel als Amerikaner
Während sich Korbel zwischenzeitlich in Kaschmir aufhielt, lebte seine Familie in London, wo es ihr am 11. November 1948 gelang, in die USA auszusiedeln. Aufgrund seines Diplomatenstatus war es Korbel möglich, seiner Familie in die USA nachzufolgen, wo sie politisches Asyl beantragte. Er lebte nun mit seiner Familie in Denver, wo er am Russischen Institut der University of Denver eine ordentliche Professur erhielt. Hier publizierte er sein zweites Buch (Danger in Kashmir, 1953). 1957 wurde Korbel in den Vereinigten Staaten eingebürgert. Es folgten weitere Bücher (The Communist Subversion of Czechoslovakia, 1963, und Twentieth-Century Czechoslovakia, 1977), die seinen Ruf in den USA weiter festigten. Am 18. Juli 1977 starb Korbel in Denver im Alter von 67 Jahren an Bauchspeicheldrüsenkrebs.

## Josef Korbels Einfluss auf die amerikanische Außenpolitik
Korbel entfaltete nicht nur einen nicht zu unterschätzenden Einfluss auf seine Tochter, Madeleine Albright, die in den 1990er-Jahren US-Außenministerin war, sondern auch auf Condoleezza Rice, Außenministerin im zweiten Kabinett von George W. Bush. Rice studierte bei Korbel und sieht in ihm ihren größten Mentor.

## Werke
- The Communist Subversion of Czechoslovakia. 1938–1948, the failure of coexistence. University Press, Princeton, N.J. 1965.
- Danger in Kashmir. University Press, Princeton, N.J. 1954.
- Detente in Europe. Real or imaginary? University Press, Princeton, N.J. 1972, ISBN 0-691-07546-8.
- Tito’s Communism. University Press, Denver, Col. 1951.
- Twentieth-Century Czechoslovakia. The meaning of its history. Columbia University Press, New York 1977, ISBN 0-231-03724-4.